# Liste der Monuments historiques in Lucenay-le-Duc
Die Liste der Monuments historiques in Lucenay-le-Duc führt die Monuments historiques in der französischen Gemeinde Lucenay-le-Duc auf.

## Liste der Objekte
| Bezeichnung               | Beschreibung                           | Standort                                  | Kennzeichnung | Schutzstatus | Datum | Bild |
| ------------------------- | -------------------------------------- | ----------------------------------------- | ------------- | ------------ | ----- | ---- |
| Skulptur Madonna mit Kind | Stein, farbig gefasst, bezeichnet 1545 | in der Kirche St-Pierre-et-St-Paul (Lage) | PM21003584    | Inscrit      | 1976  |      |